# Rue Sedaine
La rue Sedaine est une voie du 11e arrondissement de Paris, en France.

## Situation et accès
La rue Sedaine est une voie publique située dans le 11e arrondissement de Paris. Elle débute au 18, boulevard Richard-Lenoir et se termine au 3, avenue Parmentier.

## Origine du nom
Le nom de la rue lui a été donné pour honorer l'auteur dramatique Michel-Jean Sedaine (1719-1797), membre de l'Académie française, qui a habité à proximité, au 51, rue de la Roquette.

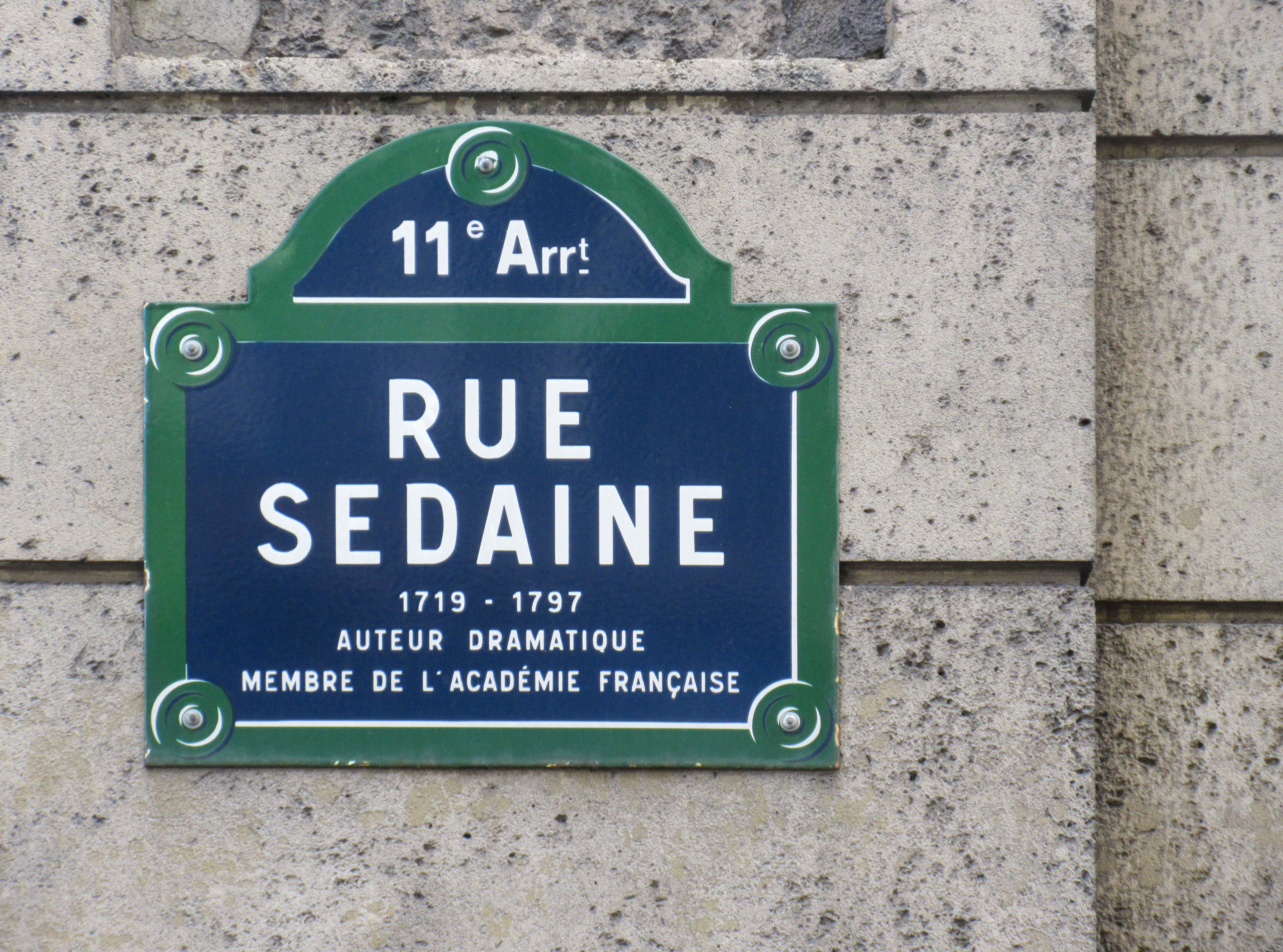
Plaque de rue comportant une notice succinte.
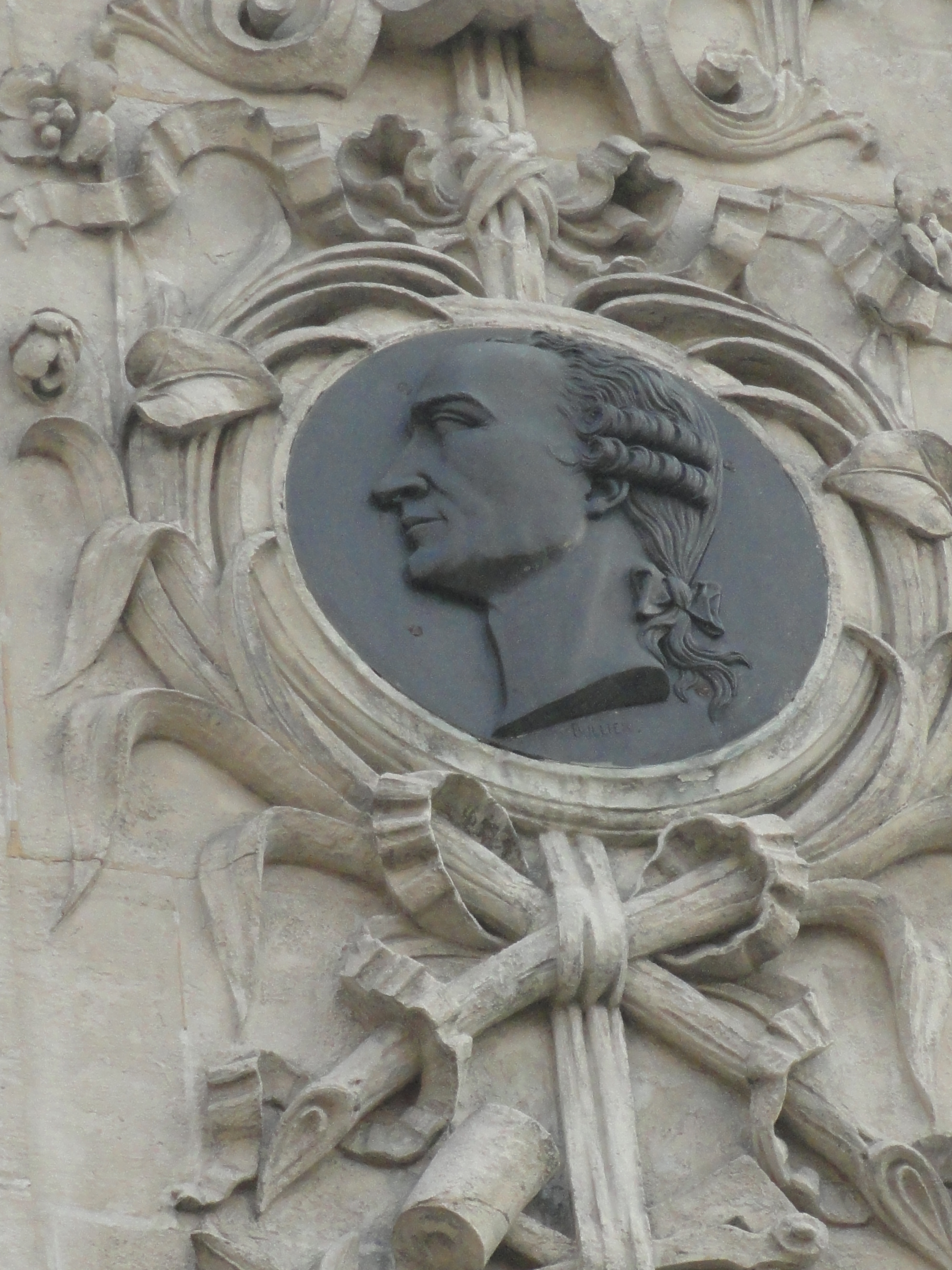
Médaillon représentant Michel-Jean Sedaine (au n° 2 de la rue).

## Historique
Cette voie est indiquée sur le plan de Jaillot de 1770. Elle est également présente sur le plan de Verniquet de 1789 en tant que cul-de-sac sans nom, partant vers l'est depuis le chemin de la contrescarpe (actuelle rue Saint-Sabin). 
Elle est ensuite appelée « cul-de-sac des Jardiniers » ou « ruelle de Jardiniers », puis « impasse Saint-Sabin ».

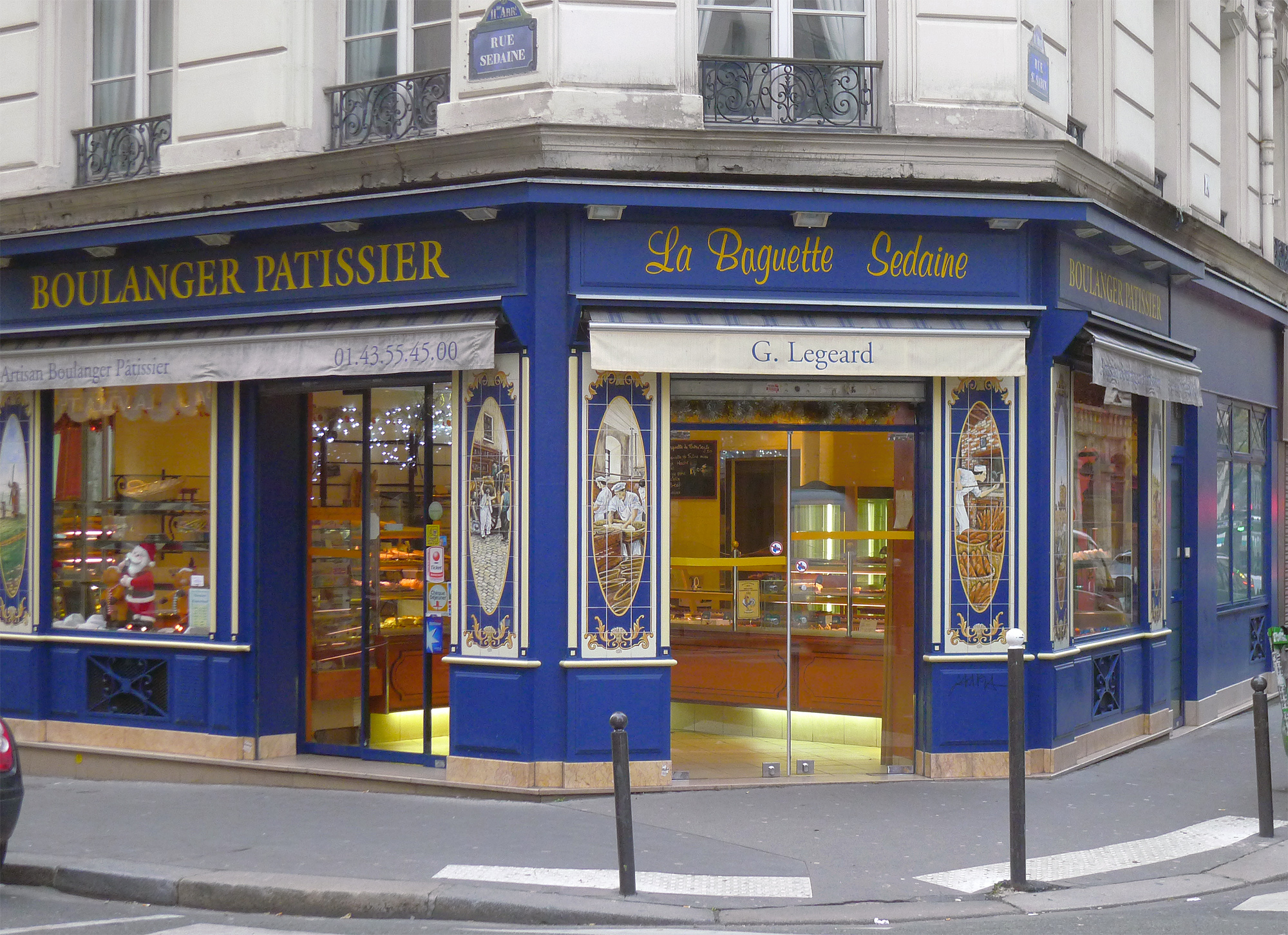
Boulangerie à l'angle des rues Sedaine et Saint-Sabin.
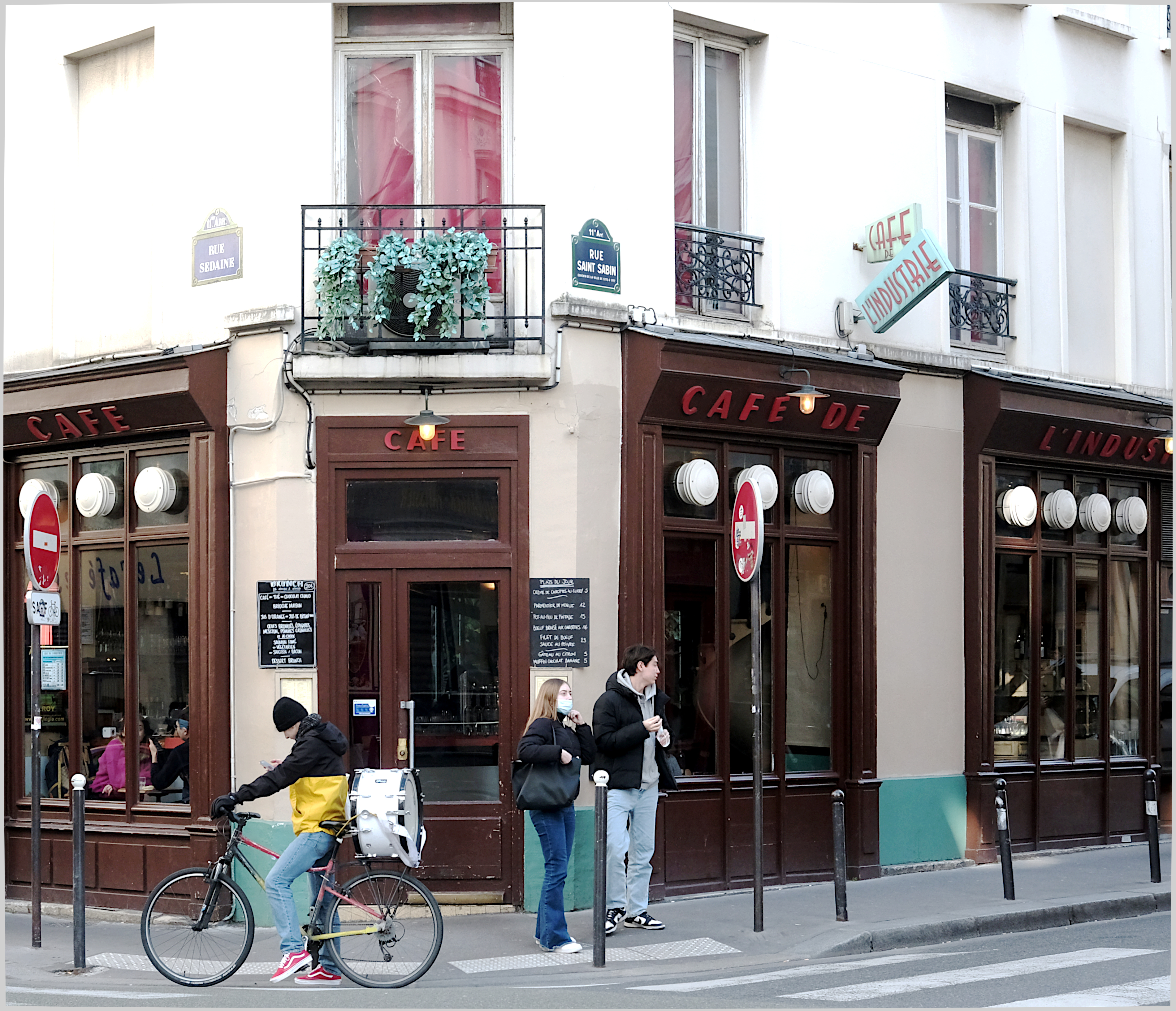
Café de l'Industrie à l'angle des mêmes rues.

La ruelle s'arrêtait au niveau de l'actuel no 47. La voie est ensuite prolongée vers la rue Popincourt en 1844, sans autorisation sous le nom de « rue de l'Arquebuse »[réf. nécessaire]. En 1848, ce prolongement est intégré à la voirie publique,.
Elle est renommée « rue Sedaine » en 1850.
Une nouvelle section est ouverte en 1860, entre la rue Popincourt et l'avenue Parmentier, puis une dernière, en 1862, entre le boulevard Richard-Lenoir et la rue Saint-Sabin.

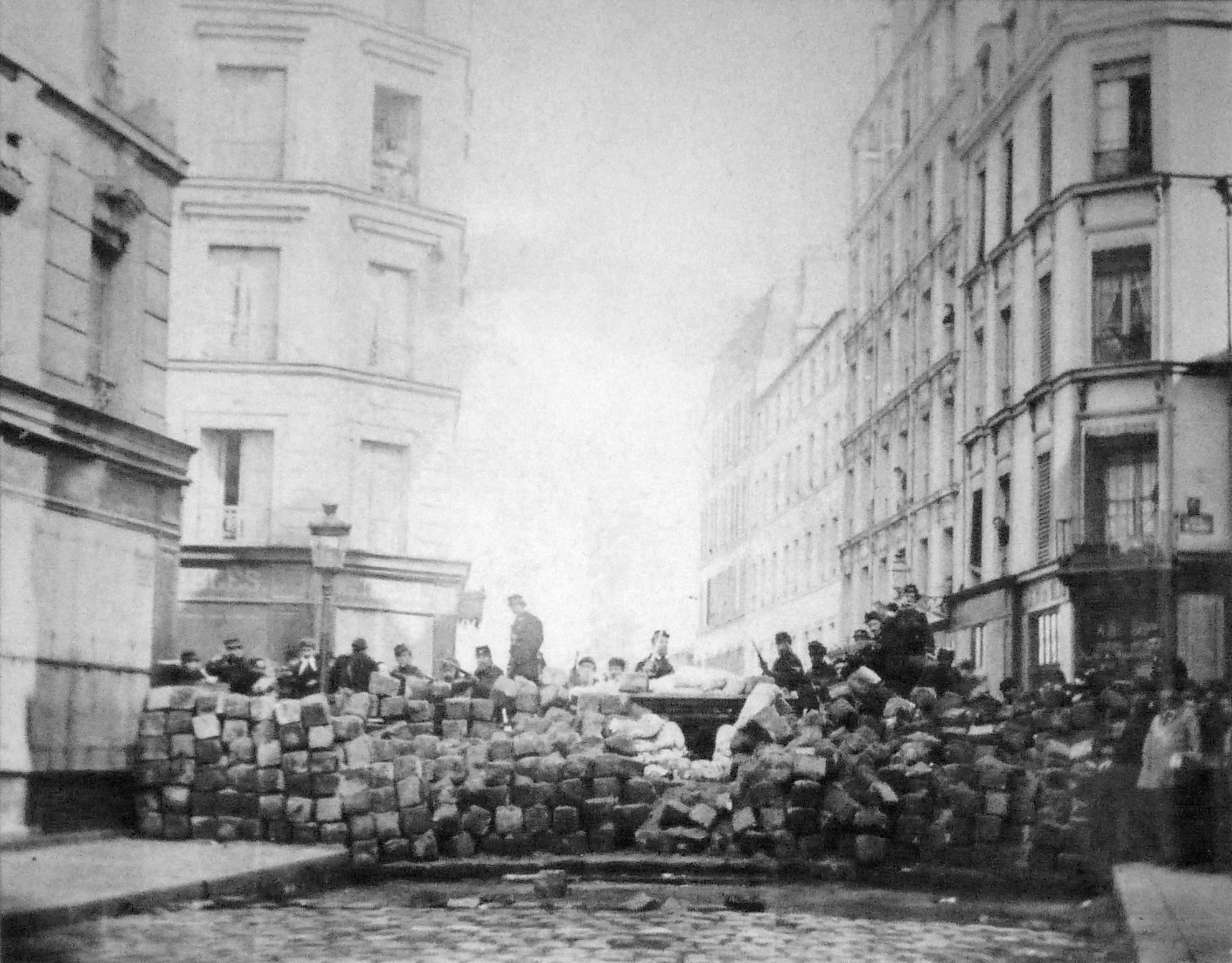
Barricade rue Sedaine au carrefour de la rue Saint-Sabin en 1871, lors de la Commune.
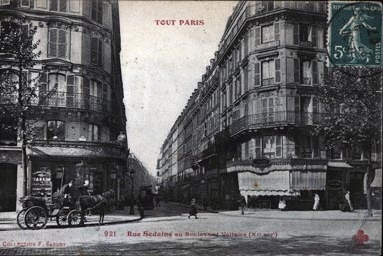
La rue Sedaine vue du boulevard Voltaire vers 1900.

## Bâtiments remarquables et lieux de mémoire
- No 2 : l’immeuble, qui fait l'angle avec le boulevard Richard-Lenoir, possède un médaillon sur sa façade à hauteur du 4e étage, représentant Michel-Jean Sedaine. Ce médaillon est entouré d'un bas-relief représentant une guirlande de motifs végétaux, terminée par une couronne de laurier. L'ensemble est encadré par deux pilastres dont les chapiteaux sont décorés d'une lyre. Entre les deux piédestaux, la date de construction de l'immeuble en chiffres romains : MDCCCLXIV (1864). En dessous de ces bas-reliefs, à hauteur du 2e étage, malheureusement cachée partiellement par un balcon en fer forgé, se trouve une plaque mentionnant les œuvres les plus connues de Sedaine : Le Philosophe sans le savoir ; La Gageure imprévue ; Richard Cœur de Lion ; Le Déserteur ; Rose et Colas ; Le Diable à quatre ; Aline, reine de Golconde suivi de Épitres et Chansons.

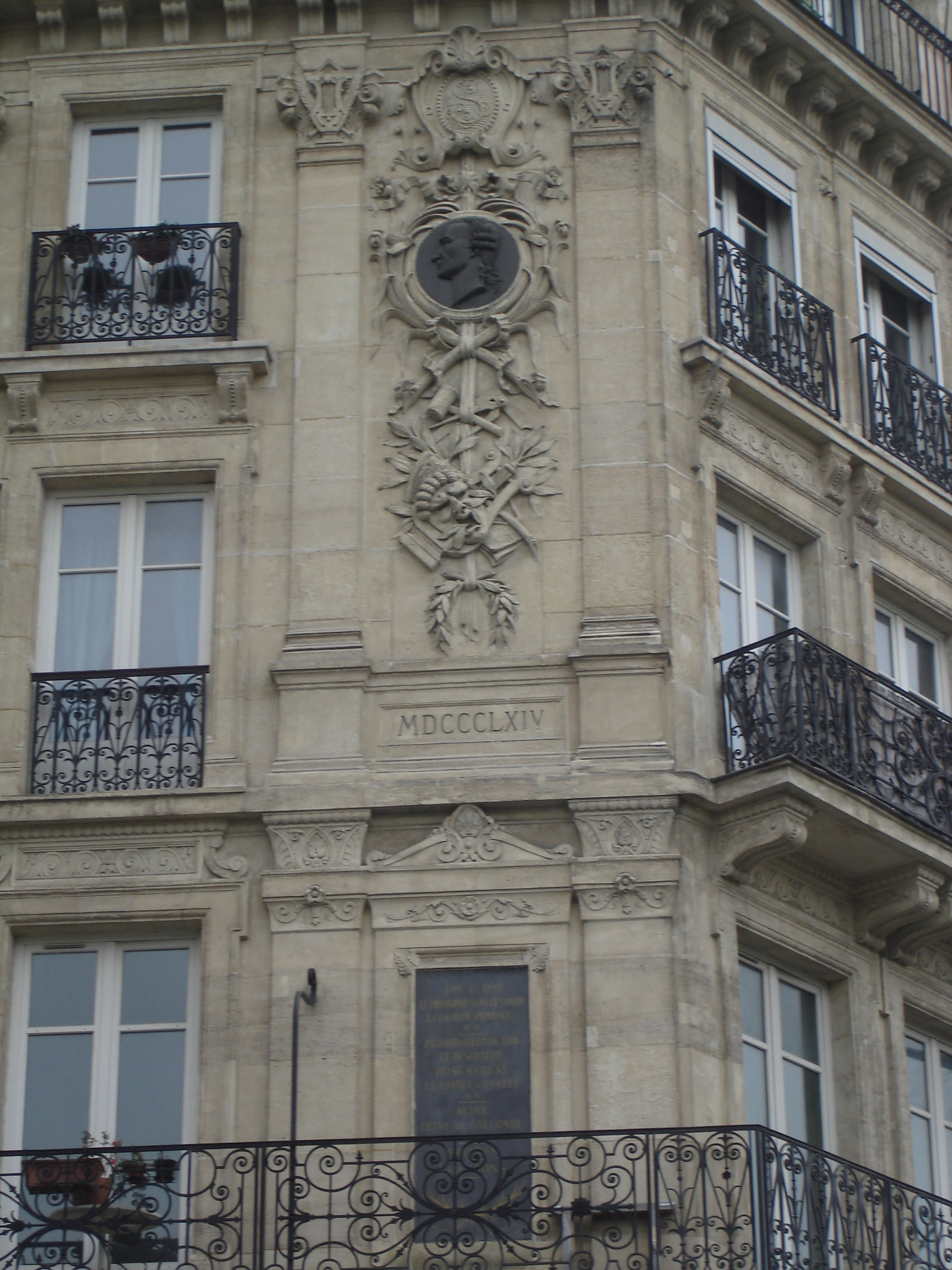
Vue d'ensemble de l'hommage à Sedaine.
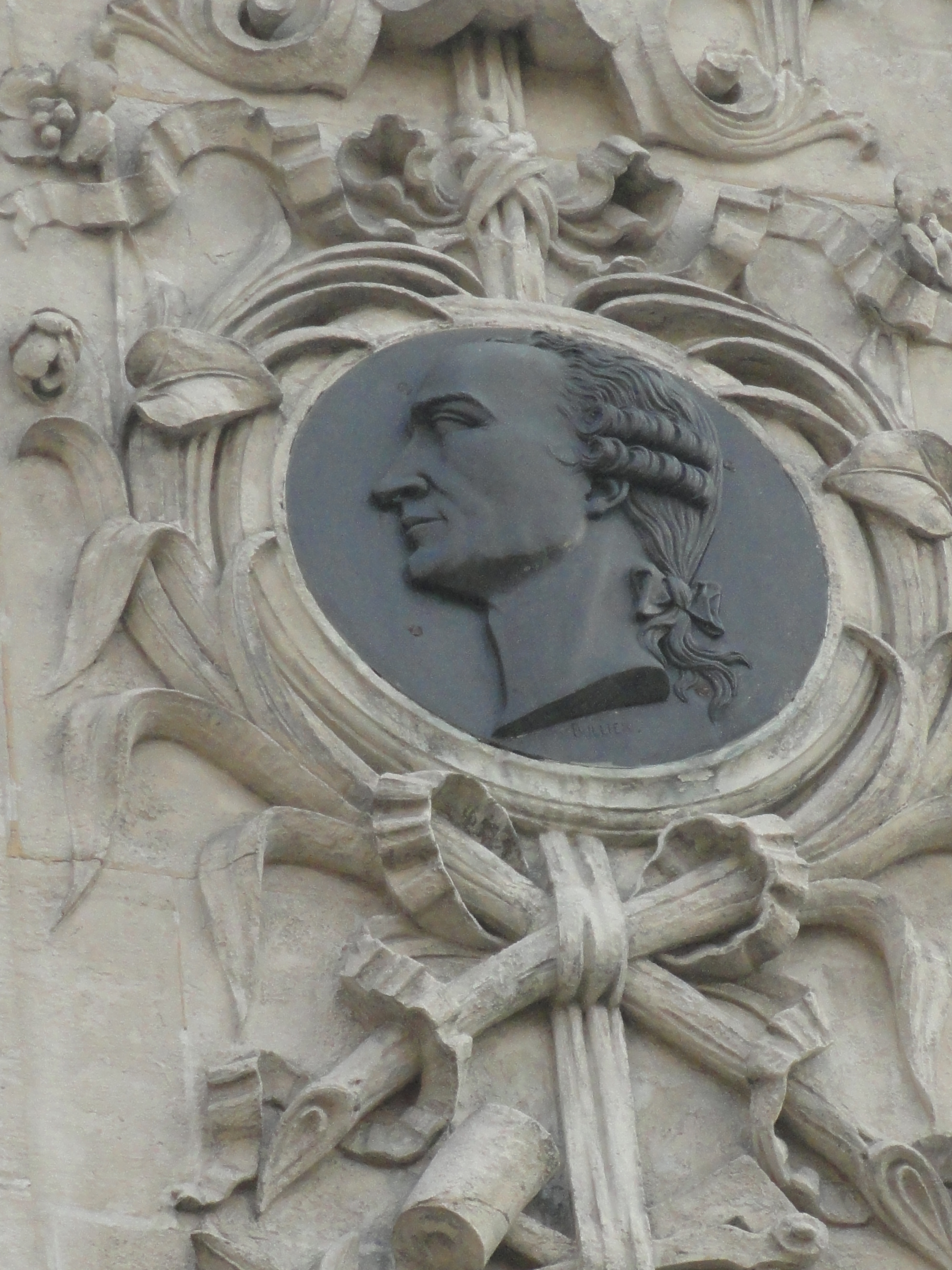
Médaillon représentant Sedaine.
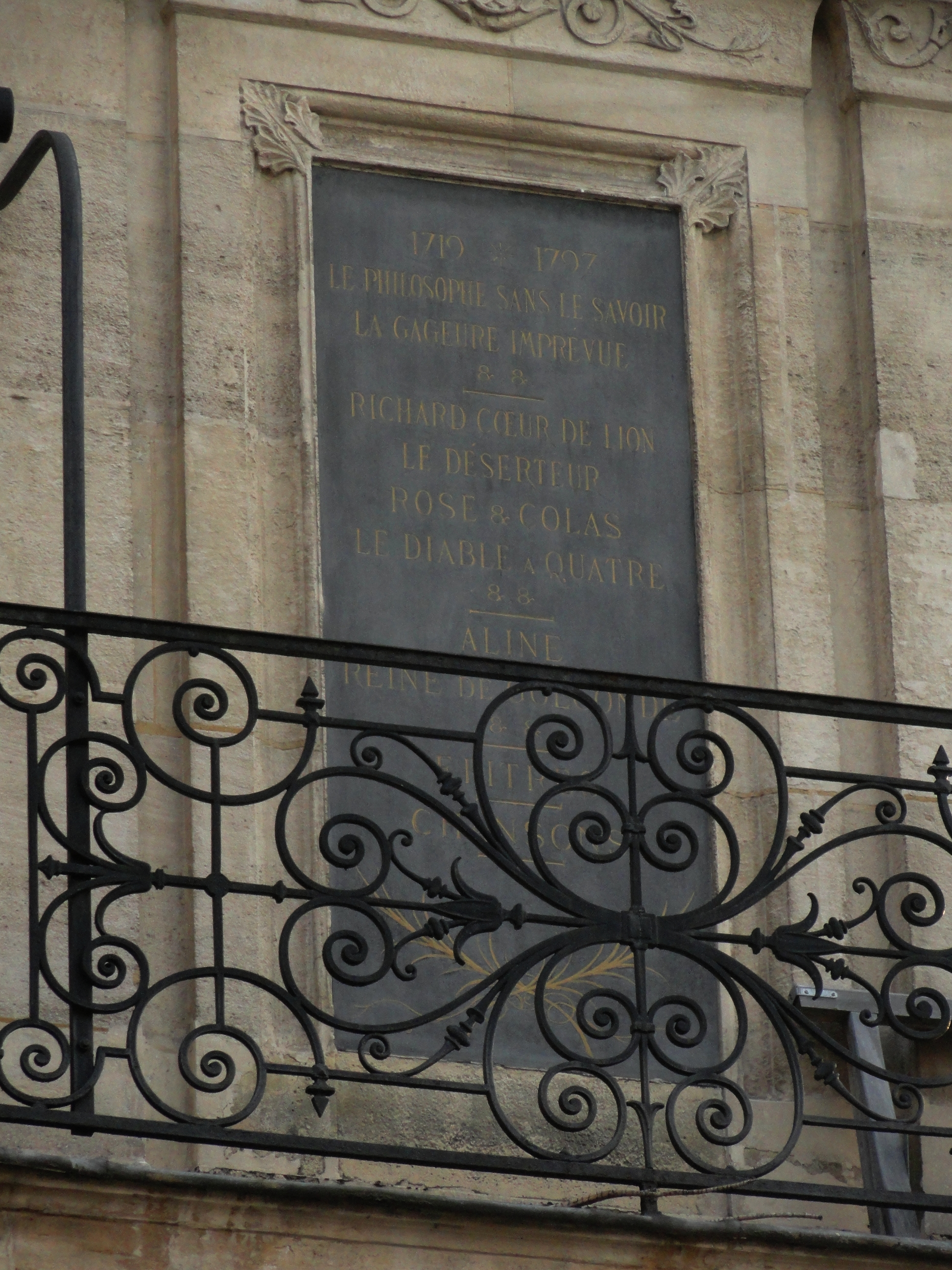
Liste des principales œuvres de Sedaine.

- No 28: Le porche donne accès à une voie privée pavée où se trouvent encore d'anciens ateliers et bâtiments industriels.

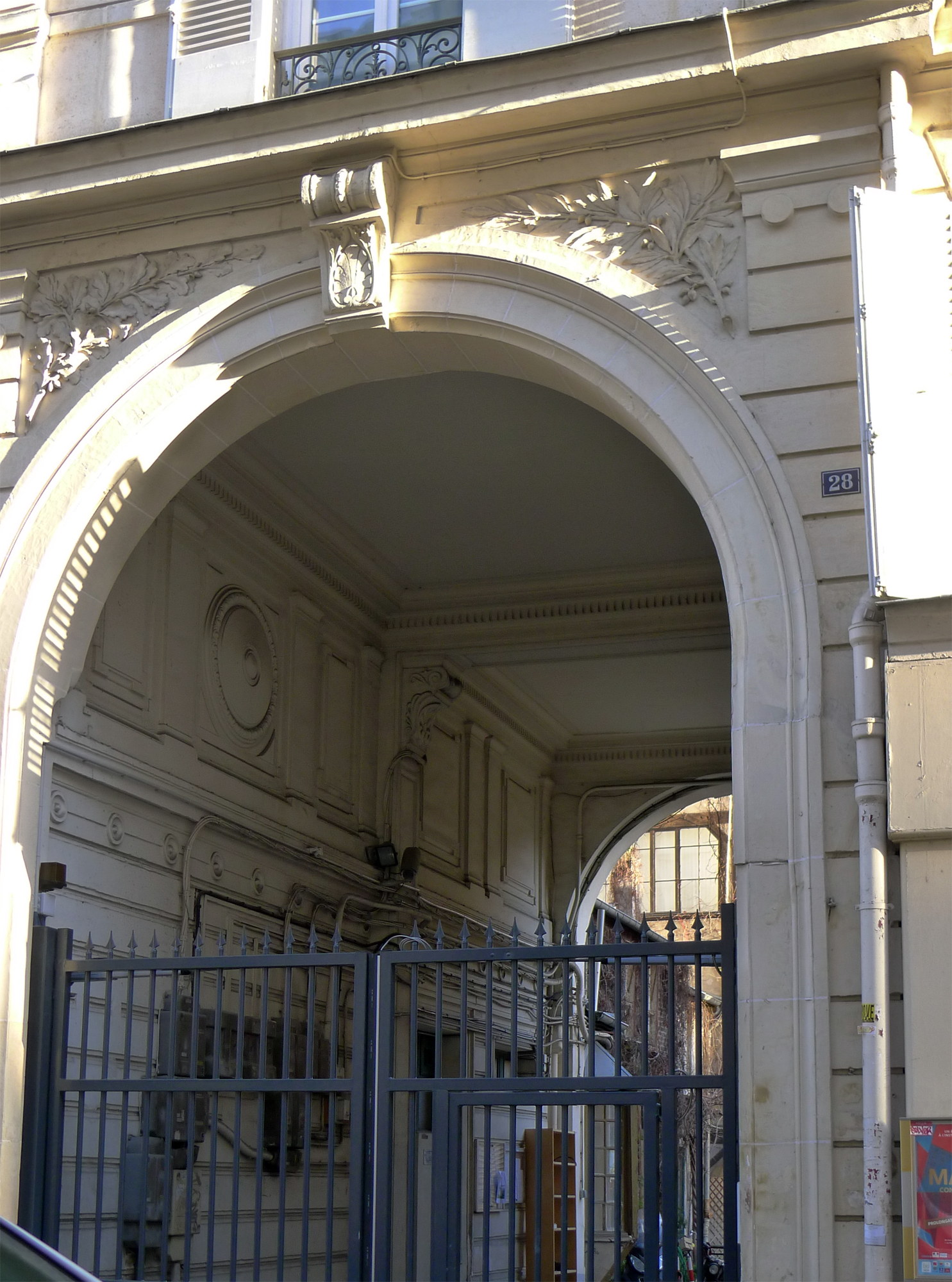
No 28.
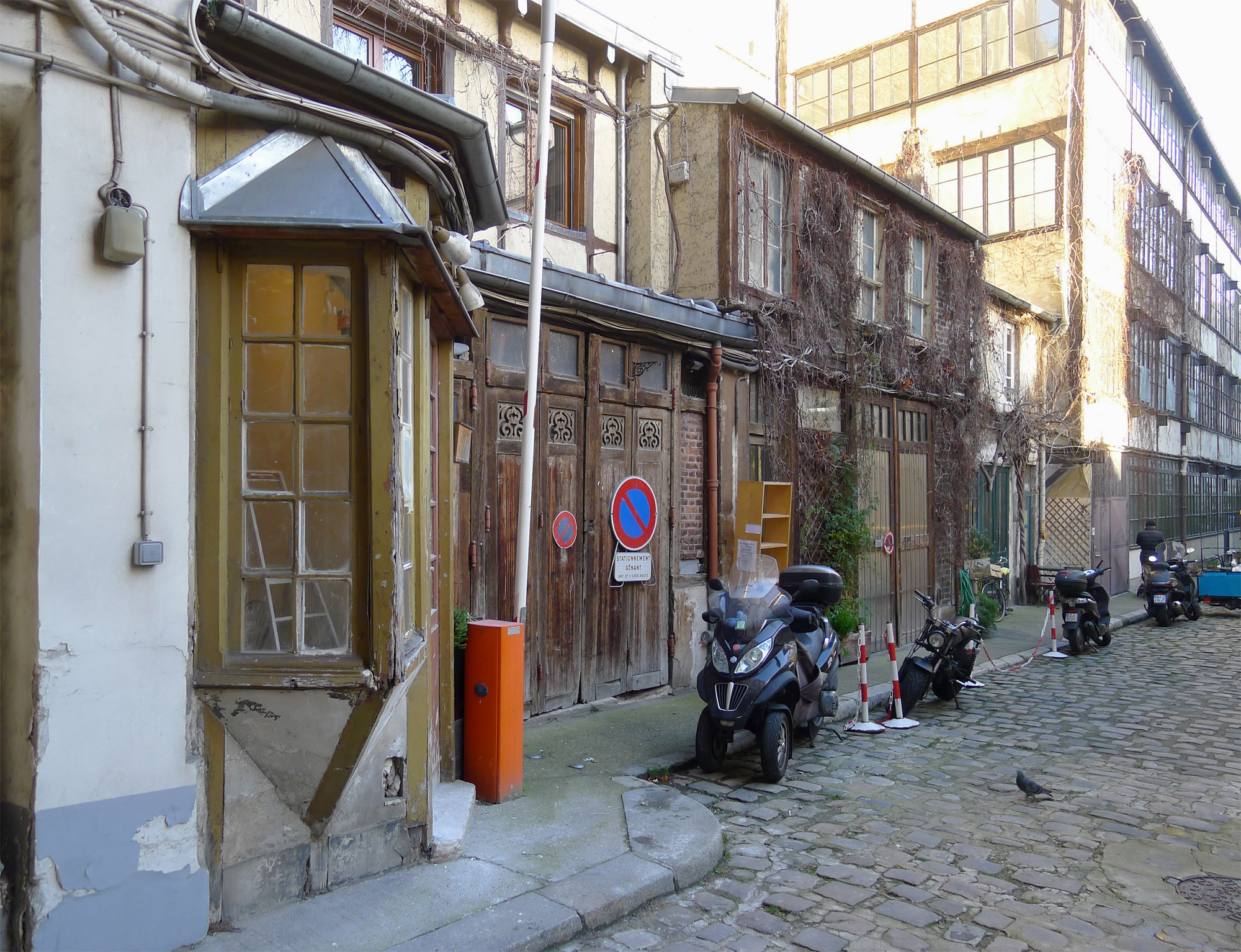
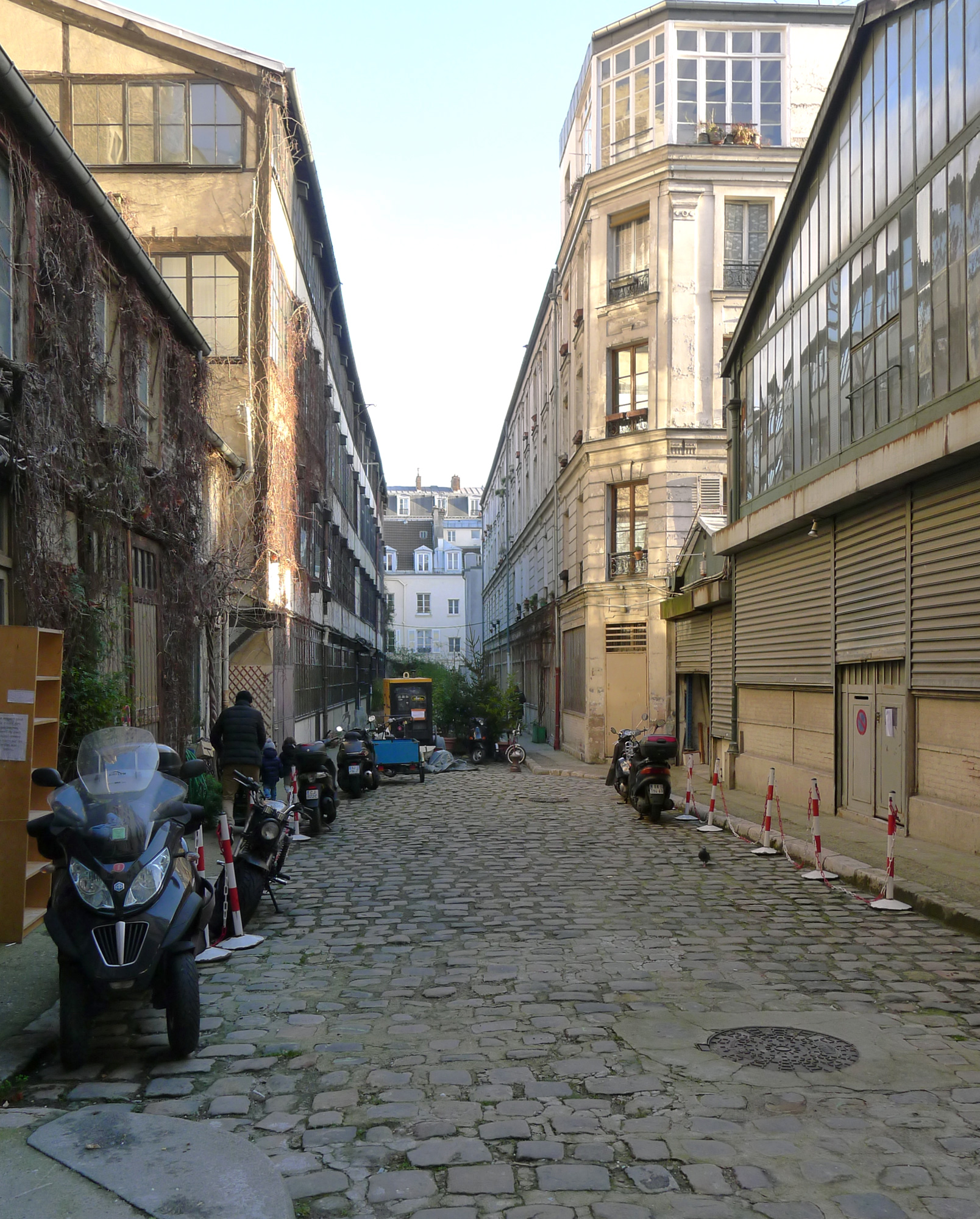

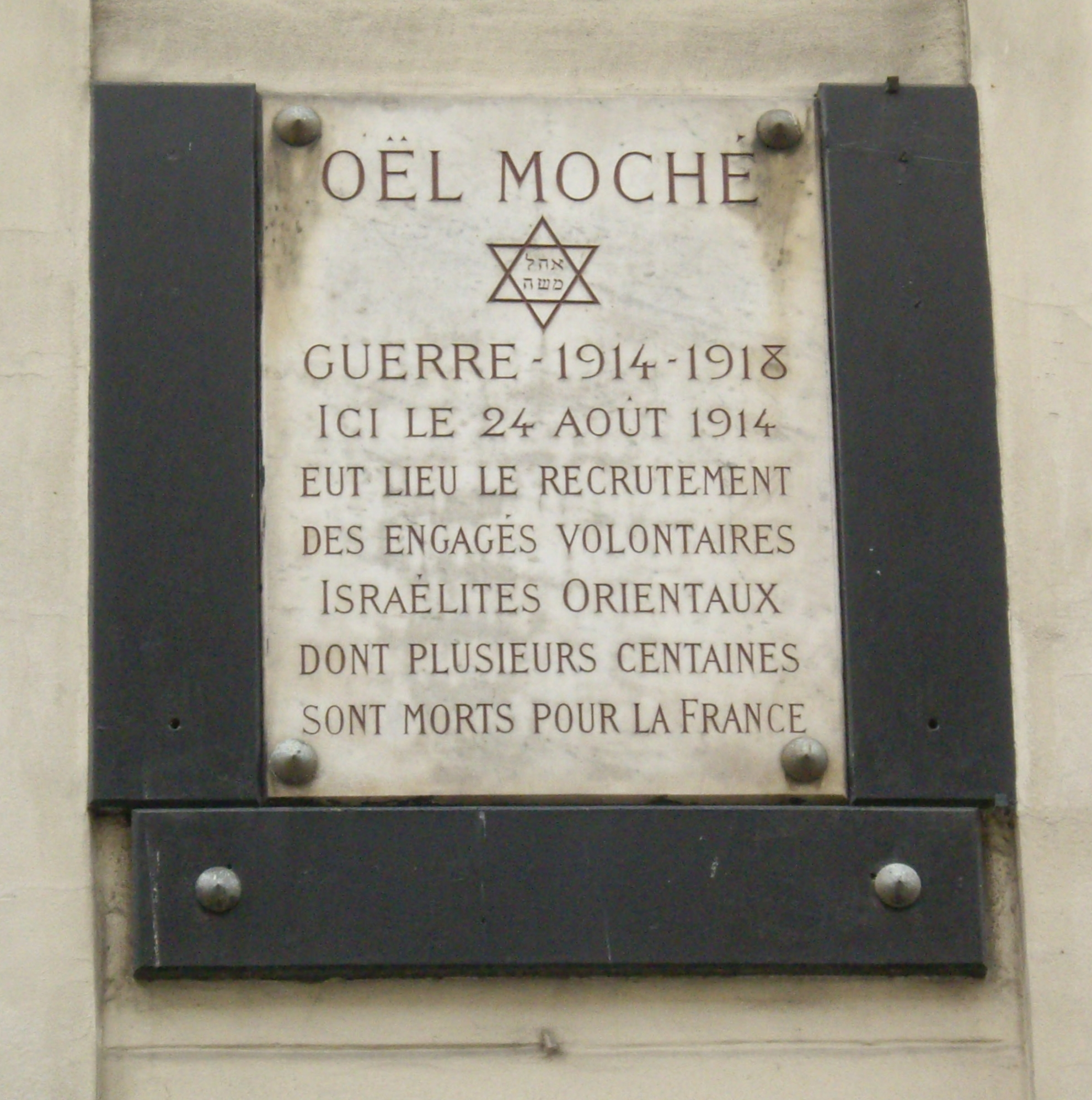
Plaque commémorative pour les volontaires juifs orientaux pendant la Première Guerre mondiale.

- No 42 bis : le peintre Roger Schardner (1898-1981) y vécut [8].
- No 45 : locaux historiques du magazine Le Gai Pied.
- No 68 : plaque commémorative rappelle que pendant la Première Guerre mondiale de nombreux Juifs orientaux, originaires principalement d'Égypte, de Turquie, du Liban, alors sous domination de l'Empire ottoman, ont combattu dans les rangs français. C'est dans cet immeuble que fut ouvert le 24 août 1914 un bureau de recrutement pour les engagés volontaires juifs, dont plusieurs centaines sont morts pour la France.
- Le 26 août 1973, Outel Bono, opposant au président tchadien François Tombalbaye, est assassiné rue Sedaine, où il résidait[9].